# 戸尾任宏

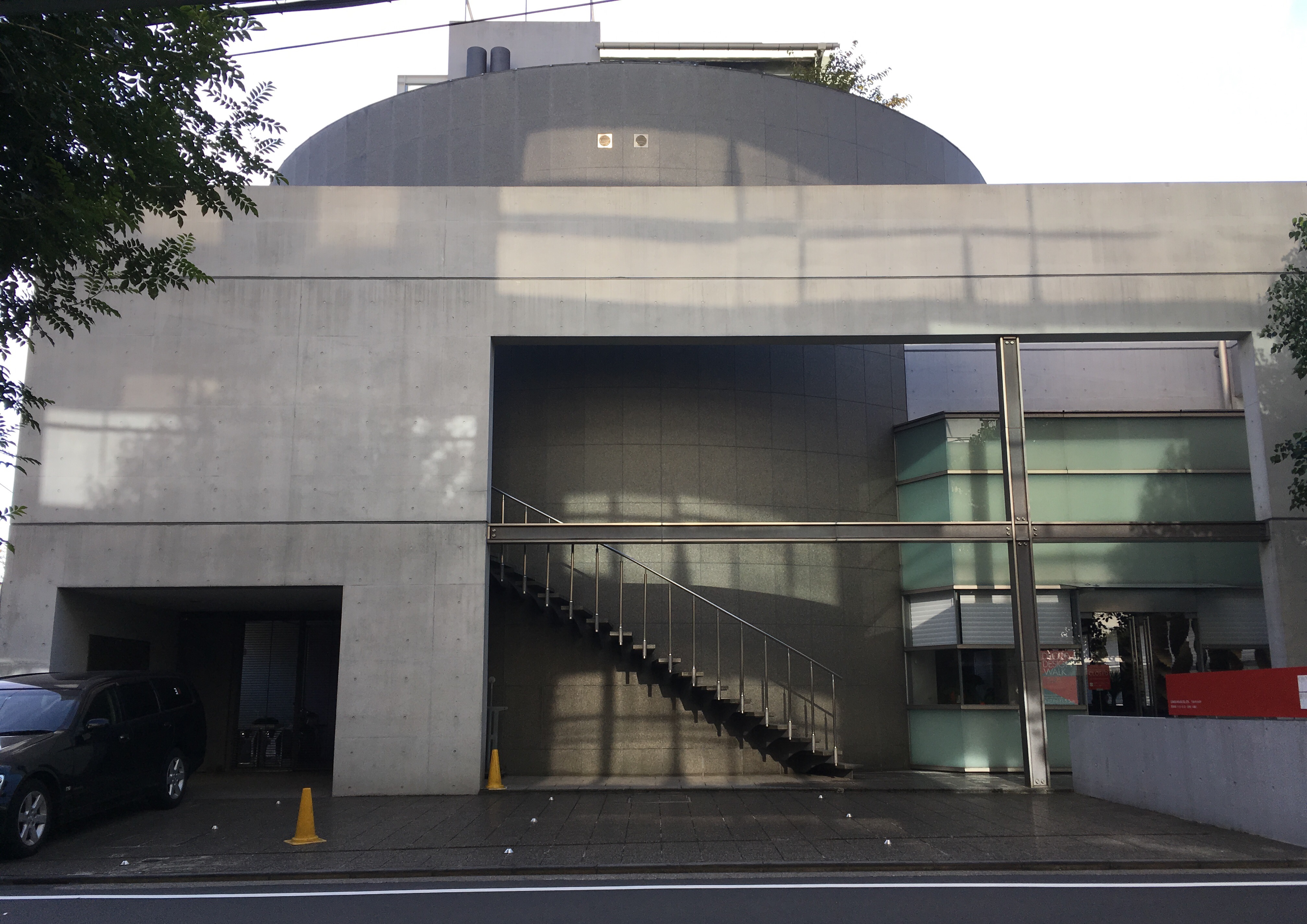
内田ビル（東京都港区南青山）

戸尾 任宏（とお ただひろ、1930年 - 2011年）は、日本の建築家。

## 来歴
1954年、東京工業大学理工学部建築学科卒業、1954年、坂倉準三建築研究所入所。1960年、渡欧。1961年〜1963年フランス、スペインのロマネスク建築を研究。1963年、坂倉準三建築研究所に復職、神奈川県立近代美術館を設計。
1966年〜1970年タイ国文部省職業教育施設改善計画のためバンコク事務所設立、タイ全土に農工業学校及び大学25校を設計管理。1985年、佐野市郷土博物館で日本建築学会作品賞を受賞。
2009年、三重県立熊野古道センターで日本建築学会作品選奨受賞。

## 主要作品
- 1980年 奈良県立橿原考古学研究所・付属博物館
- 1983年 佐野市郷土博物館
- 1987年 奈良県新公会堂
- 1988年 南青山内田ビル
- 1990年 川越市立博物館
- 1993年 宮内庁書陵部庁舎
- 1999年 知多市歴史民俗博物館
- 2000年 東京文化財研究所
- 2009年 三重県立熊野古道センター
- 2010年 東大寺総合文化センター